# Ordine di battaglia della battaglia di Shiloh

## Unione
| Comando unionista                                                       |
| ----------------------------------------------------------------------- |
| - Maggior generale Ulysses S. Grant - Maggior generale Don Carlos Buell |

### Armata del Tennessee

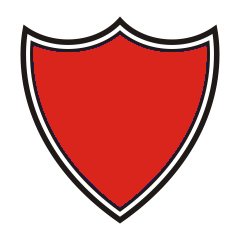
Vessillo del XXIII Corps-Army of the Ohio.

L'Armata del Tennessee del maggior generale Ulysses S. Grant era composta da 44 895 uomini e consisteva in sei divisioni:
- 1ª, comandata dal maggior generale John Alexander McClernand - tre brigate;
- 2ª, comandata dal brigadier generale W.H.L. Wallace - tre brigate;
- 3ª, comandata dal maggior generale Lew Wallace - tre brigate;
- 4ª, comandata dal brigadier generale Stephen Augustus Hurlbut - tre brigate;
- 5ª, comandata dal brigadier generale William Tecumseh Sherman - quattro brigate;
- 6ª, comandata dal brigadier generale Benjamin Prentiss - due brigate[2].

| Comandanti di Divisione                                                                                              |
| --- |
| - John A. McClernand - W.H.L. Wallace - Lew Wallace - Stephen A. Hurlbut - William T. Sherman - Benjamin M. Prentiss |

Delle sei divisioni accampate sul lato occidentale del fiume Tennessee all'inizio dell'aprile 1862 solo la 3ª si trovava a "Crump's Landing"; il resto era situato più a Sud (a monte), per la precisione, a Pittsburg Landing. Grant si guadagnò una discreta reputazione per essere maggiormente preoccupato sia di realizzare suoi piani che di sventare quelli del nemico, ma la posizione strategica del suo accampamento a Pittsburg non mostrava in realtà tale proecuppazione. 

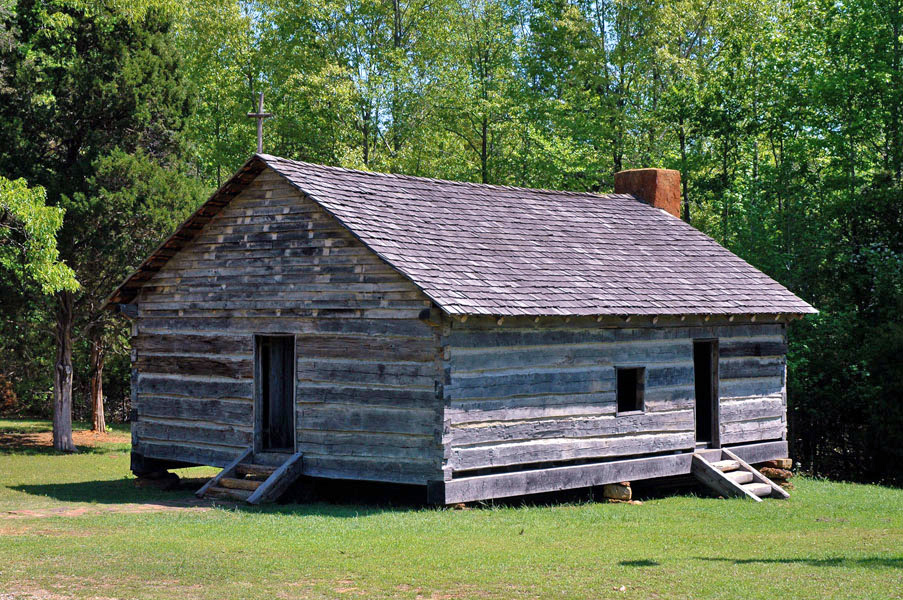
La "Shiloh Church" nel 2006, facente parte dello "Shiloh National Military Park". Fu battezzata con questo nome in memoria di Silo, una città biblica che serviva come capitale dell'antico Regno di Israele. L'edificio originale non sopravvisse alla battaglia; l'attuale struttura è una ricostruzione eretta nel 2003 dall'organizzazione "Sons of Confederate Veterans" del Tennessee.

L'esercito era strategicamente disposto per piccoli accampamenti, con molti soldati che circondavano un piccolo quartier generale provvisorio stabilitosi all'interno di una capanna di tronchi chiamata "Shiloh Church" (Silo era una città biblica che serviva come capitale dell'antico Regno di Israele), passando il tempo in attesa dell'esercito di Buell attraverso esercitazioni dei cadetti senza stabilire alcun trinceramento o altre significative misure difensive.
Nelle sue memorie il generale reagirà alla critica mossagli a riguardo della sua mancanza di misure preventive: "le truppe, sia ufficiali che soldati, avevano bisogno di disciplina e esercitazioni più di quanto potessero sperimentare con il piccone, la pala e l'ascia... sottoposto a tutte queste circostanze ho concluso che esercitazioni e disciplina valevano di più per i nostri uomini che le stesse fortificazioni".
La divisione di Lew Wallace stazionava 8 km a nord di Pittsburg, nei pressi di "Crump's Landing", una posizione destinata ad impedire il collocamento delle artiglierie fluviali confederate, per proteggere la strada che collegava l'approdo di Crump a "Bethel Station", oltre che per coprire il fianco destro dell'esercito dell'Unione. Inoltre le truppe di Wallace erano in grado anche di tenere sotto controllo ed eventualmente colpire la linea ferroviaria che collegava la stazione di Bethel a Corinth, sede di partenza dell'imminente assalto confederato e del seguente assedio di Corinth, posta a circa 32 km a sud.
Stato maggiore e quartiere generale
- Maggior generale Ulysses S. Grant, Comandante.
- Capo di stato maggiore: Colonnello Joseph Dana Webster;
- Capo del genio militare: Colonnello James B. McPherson;
- Aiuto assistente generale: Capitano John Aaron Rawlins;
- Commissario principale: Capitano John Parker Hawkins[7].

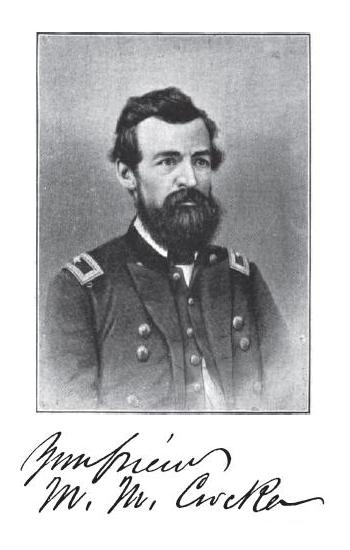
Colonnello Marcellus Monroe Crocker.

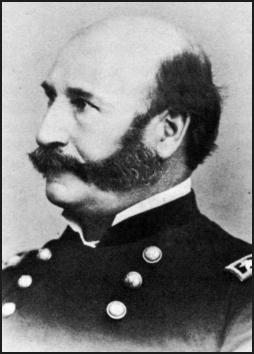
Luogotenente colonnello Augustus Louis Chetlain.

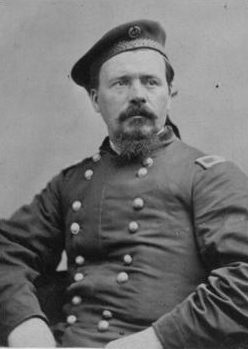
Brigadier generale John McArthur.

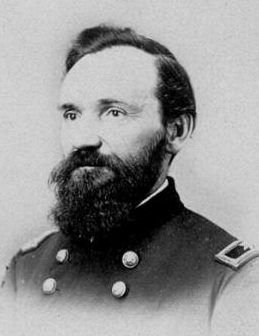
Colonnello Morgan Lewis Smith.

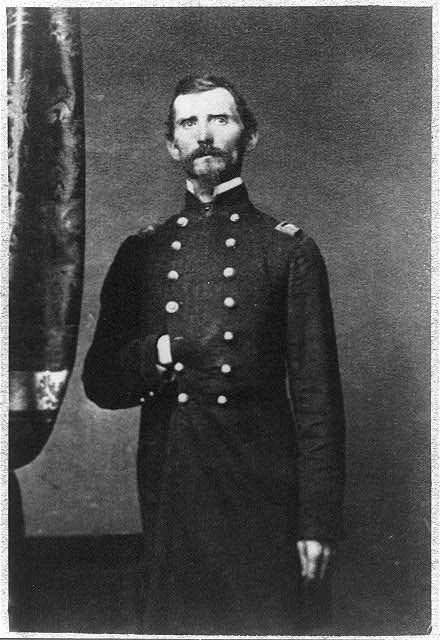
Colonnello George Francis McGinnis.

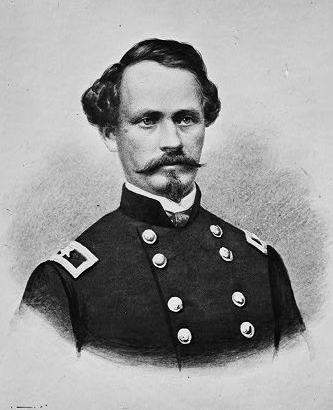
Colonnello Alvin Peterson Hovey.

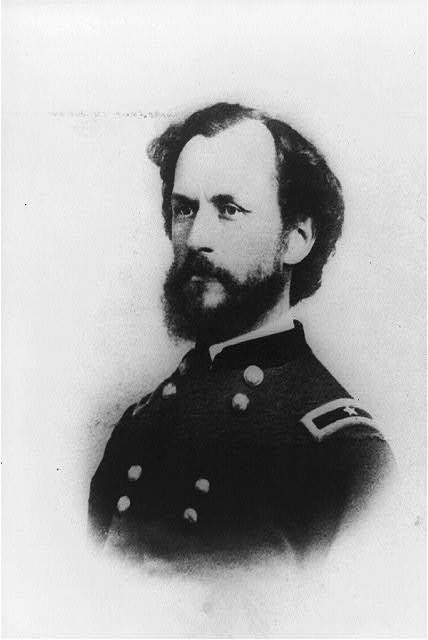
Luogotenente colonnello Manning Force.

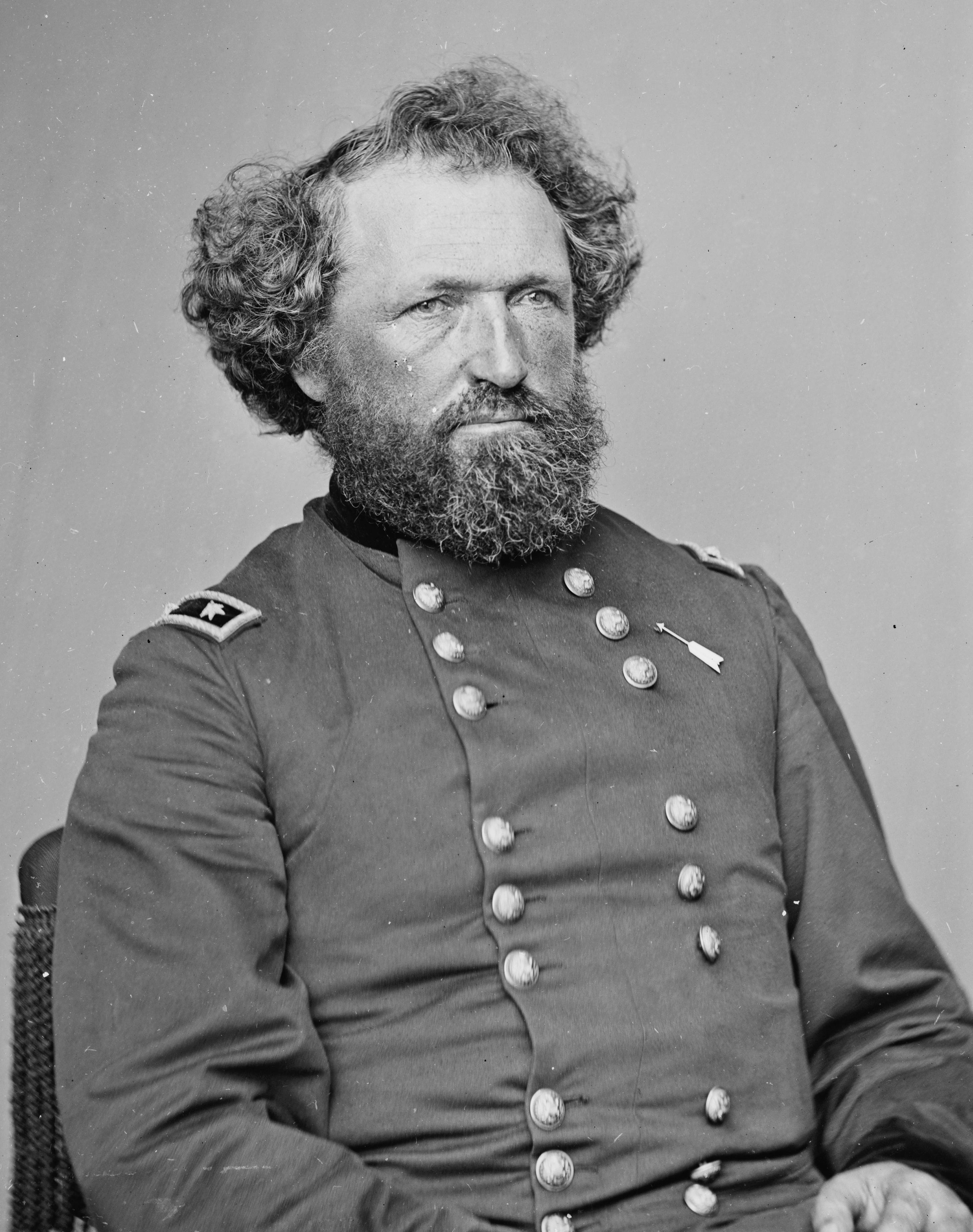
Colonnello Mortimer Dormer Leggett.

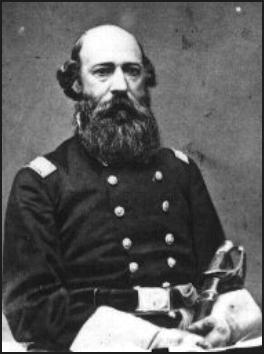
Brigadier generale Jacob Gartner Lauman.

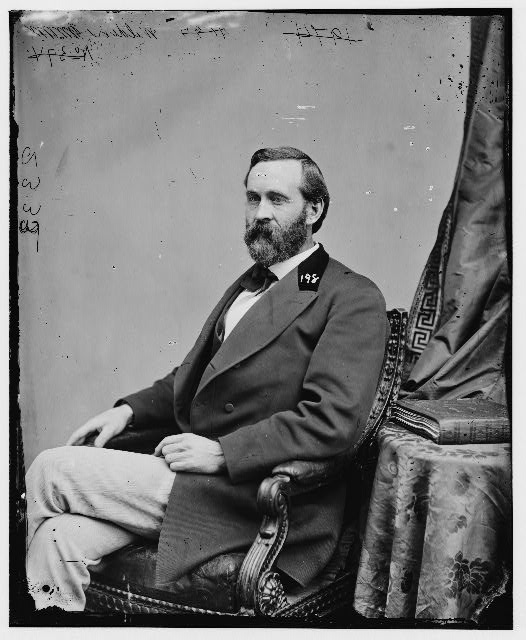
Capitano Madison Miner Walden.

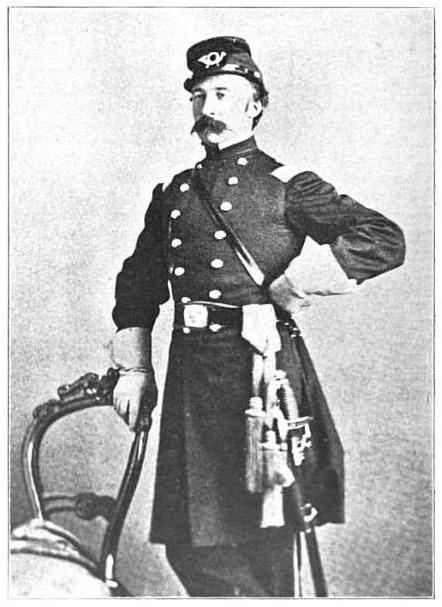
Luogotenente colonnello Frans Oscar Malmborg.

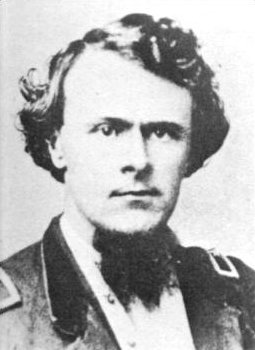
Luogotenente colonnello Americus Vespucius Rice.

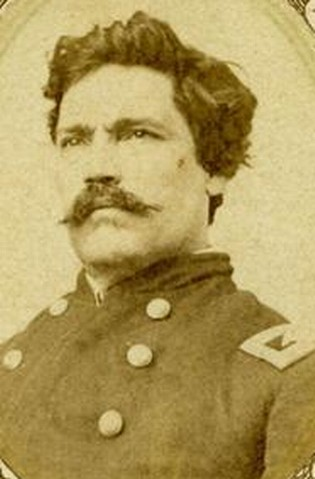
Colonnello David Moore.

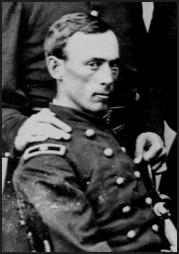
Capitano Andrew Hickenlooper.

Fonti:
| Divisioni                                                                                     | Brigate | Reggimento e Altri |
| --------------------------------------------------------------------------------------------- | --- | --- |
| 1ª Divisione Maggior generale John A. McClernand                                              | 1ª Brigata Morti in combattimento-104, Feriti in combattimento-467, Dispersi in azione-9 = 580 Colonnello Abraham M. Hare (ferito) Colonnello Marcellus Monroe Crocker                                     | - 8th Illinois Volunteer Infantry Regiment: Capitano James M. Ashmore (ferito), Capitano William H. Harvey (ucciso), Capitano Robert H. Sturgess Morti in combattimento-30, Feriti in combattimento-91 - 18th Illinois Volunteer Infantry Regiment: Maggiore Samuel Eaton (ferito/morto), Capitano Daniel H. Brush (ferito), Capitano William J. Dillon (ferito) Capitano J. J. Anderson Morti in combattimento-17, Feriti in combattimento-68 - 11th Iowa Volunteer Infantry Regiment: Luogotenente colonnello William Hall (ferito) Morti in combattimento-33, Feriti in combattimento-160, Prigionieri di guerra o dispersi in azione-1 - 13th Iowa Volunteer Infantry Regiment: Colonnello Marcellus M. Crocker Morti in combattimento-20, Feriti in combattimento-139, Prigionieri di guerra o dispersi in azione-3 - Battery "D", 2nd Regiment Illinois Volunteer Light Artillery (6 James R): Capitano James P. Timmony Morti in combattimento-4, Feriti in combattimento-9                               |
| 1ª Divisione Maggior generale John A. McClernand                                              | 2ª Brigata Morti in combattimento-80, Feriti in combattimento-475, Dispersi in azione-30 = 583 Colonnello Charles Carroll Marsh                                                                            | - 11th Illinois Volunteer Infantry Regiment: Luogotenente colonnello Thomas Edwin Greenfield Ransom (ferito), Maggiore Garrett Nevins (ferito), Capitano L. D. Waddell Morti in combattimento-17, Feriti in combattimento-69 - 20th Illinois Volunteer Infantry Regiment: Luogotenente colonnello Evan Richards (ferito), Maggiore F. A. Bartleson (ferito), Capitano O. Frisbie Morti in combattimento-22, Feriti in combattimento-107 - 45th Illinois Volunteer Infantry Regiment: Colonnello John Eugene Smith Morti in combattimento-23, Feriti in combattimento-187 - 48th Illinois Volunteer Infantry Regiment: Colonnello Isham Nicholas Haynie (ferito), Luogotenente colonnello William W. Sanford (ferito), Maggiore M. Mayfield Morti in combattimento-18, Feriti in combattimento-112 |
| 1ª Divisione Maggior generale John A. McClernand                                              | 3ª Brigata Morti in combattimento-96, Feriti in combattimento-393, Dispersi in azione-46 = 535 Colonnello Julius Raith (ferito/morto) Luogotenente colonnello Enos P. Wood                                 | - 17th Illinois Volunteer Infantry Regiment: Luogotenente colonnello Enos P. Wood, Maggiore Francis M. Smith Morti in combattimento-15, Feriti in combattimento-118 - 29th Illinois Volunteer Infantry Regiment: Luogotenente colonnello Charles M. Ferrell Morti in combattimento-12, Feriti in combattimento-73 - 43rd Illinois Volunteer Infantry Regiment: Luogotenente colonnello Adolph Englemann Morti in combattimento-50, Feriti in combattimento-118 - 49th Illinois Volunteer Infantry Regiment: Luogotenente colonnello Phineas Pease (ferito) Morti in combattimento-19, Feriti in combattimento-83 - Independent Illinois Volunteer Cavalry Companies (Carmichael): Capitano Eagleton Carmichael |
| 1ª Divisione Maggior generale John A. McClernand                                              | Non componenti di brigata Morti in combattimento-5, Feriti in combattimento-35, Dispersi in azione-0 = 40                                                                                                  | - Stewart's Independent Cavalry Battalion: Luogotenente Ezra King Morti in combattimento-0, Feriti in combattimento-3 - Battery "D", 1st Regiment Illinois Volunteer Light Artillery (4 24 lb how): Capitano Edward McAllister (ferito) Morti in combattimento-1, Feriti in combattimento-4 - Battery "E", 2nd Regiment Illinois Volunteer Light Artillery (2 6lb SB, 2 12lb how): Luogotenente George L. Nispel - 14th Ohio Battery (4 6 lb Wiard R, 2 12 lb Wiard R): Capitano Jerome B. Burrows (ferito) Morti in combattimento-4, Feriti in combattimento-25 |
| 2ª Divisione Brigadier generale W.H.L. Wallace (ferito/morto) Colonnello James Madison Tuttle | 1ª Brigata Morti in combattimento-39, Feriti in combattimento-143, Dispersi in azione-676 = 858 Colonnello James M. Tuttle Luogotenente colonnello James Baker                                             | - 2nd Iowa Regiment: Luootenente colonnello James Baker Morti in combattimento-8, Feriti in combattimento-60, Prigionieri di guerra o dispersi in azione-4 - 7th Iowa Volunteer Infantry Regiment: Luogotenente colonnello James C. Parrott Morti in combattimento-10, Feriti in combattimento-17, Prigionieri di guerra o dispersi in azione-6 - 12th Iowa Volunteer Infantry Regiment: Colonnello Joseph J. Woods (ferito/catturato), Capitano S. R. Edgington (catturato) Morti in combattimento-12, Feriti in combattimento-37, Prigionieri di guerra o dispersi in azione-320 - 14th Iowa Volunteer Infantry Regiment: Colonnello William T. Shaw Morti in combattimento-9, Feriti in combattimento-28, Prigionieri di guerra o dispersi in azione-126 |
| 2ª Divisione Brigadier generale W.H.L. Wallace (ferito/morto) Colonnello James Madison Tuttle | 2ª Brigata Morti in combattimento-99, Feriti in combattimento-470, Dispersi in azione-11 = 580 Brigadier generale John McArthur (ferito) Colonnello Thomas Morton                                          | - 9th Illinois Volunteer Infantry Regiment: Colonnello August Mersy Morti in combattimento-61, Feriti in combattimento-281 - 12th Illinois Volunteer Infantry Regiment: Luogotenente colonnello Augustus Louis Chetlain, Capitano James R. Hugunin Morti in combattimento-22, Feriti in combattimento-71 - 81st Ohio Infantry: Colonnello Thomas Morton Morti in combattimento-4, Feriti in combattimento-17 - 22nd Ohio Infantry (13th Missouri): Colonnello Crafts J. Wright Morti in combattimento-10, Feriti in combattimento-67 - 66th Illinois Volunteer Infantry Regiment-Birge's Western Sharpshooters (14th Missouri): Colonnello B. S. Compton (15th Missouri) Morti in combattimento-2, Feriti in combattimento-6 |
| 2ª Divisione Brigadier generale W.H.L. Wallace (ferito/morto) Colonnello James Madison Tuttle | 3ª Brigata Morti in combattimento-127, Feriti in combattimento-501, Dispersi in azione-619 = 1.247 Colonnello Thomas William Sweeny (ferito) Colonnello Silas D. Baldwin                                   | - 8th Iowa Volunteer Infantry Regiment: Colonnello James L. Geddes Morti in combattimento-34, Feriti in combattimento-112, Prigionieri di guerra o dispersi in azione-370 - 7th Illinois Volunteer Regiment\|7th Illinois: Maggiore Richard Rowett Morti in combattimento-17, Feriti in combattimento-79 - 50th Illinois Volunteer Infantry Regiment: Colonnello Moses M. Bane (ferito), Capitano T. W. Gaines Morti in combattimento-12, Feriti in combattimento-66 - 52nd Illinois Volunteer Infantry Regiment: Maggiore Henry Stark, Capitano E. A. Bowen Morti in combattimento-23, Feriti in combattimento-120 - 57th Illinois Volunteer Infantry Regiment: Colonnello Silas D. Baldwin, Capitano G. A. Busse Morti in combattimento-25, Feriti in combattimento-103 - 58th Illinois Volunteer Infantry Regiment: Colonnello William F. Lynch Morti in combattimento-20, Feriti in combattimento-39 |
| 2ª Divisione Brigadier generale W.H.L. Wallace (ferito/morto) Colonnello James Madison Tuttle | Non componenti di brigata Morti n combattimento-1, Feriti in combattimento-5, Dispersi in azione-0 = 6 | - Company C, 2nd U.S. Cavalry: Luogotenente James Powell - Company I, 4th Cavalry Regiment: Luogotenente James Powell - 2nd Regiment Illinois Volunteer Cavalry (Compagnia A): Capitano John Ritter Hotaling - 2nd Illinois Cavalry (Compagnia B): Capitano Thomas J. Larison - Battery "A", 1st Regiment Illinois Volunteer Light Artillery (4 6 lb SB, 2 12 lb how): Luogotenente Peter P. Wood Morti in combattimento-4, Feriti in combattimento-26 - Battery D, 1st Missouri Light Artillery (4 20 lb Parrott R): Capitano Henry Richardson Morti in combattimento-0, Feriti in combattimento-6 - Battery H, 1st Missouri Light Artillery (2 20 lb, 2 10 lb Parrott R): Capitano Frederick Welker Morti in combattimento-0, Feriti in combattimento-17 - Battery K, 1st Missouri Light Artillery (4 10 lb Parrott R): Capitano George H. Stone Morti in combattimento-0, Feriti in combattimento-4 |
| 3ª Divisione Maggior generale Lew Wallace                                                     | 1ª Brigata Morti in combattimento-18, Feriti in combattimento-114, Dispersi in azione-0 = 132 Colonnello Morgan Lewis Smith                                                                                | - 8th Missouri Volunteer Infantry: Luogotenente colonnello James Peckham - 11th Indiana Volunteer Infantry Regiment: Colonnello George Francis McGinnis Morti in combattimento-11, Feriti in combattimento-51 - 24th Indiana Volunteer Infantry Regiment: Colonnello Alvin Peterson Hovey Morti in combattimento-6, Feriti in combattimento-45 |
| 3ª Divisione Maggior generale Lew Wallace                                                     | 2ª Brigata Morti in combattimento-20, Feriti in combattimento-99, Dispersi in azione-3 = 122 Colonnello John Milton Thayer                                                                                 | - 1st Regiment Nebraska Volunteer Infantry: Luogotenente coloonello William D. McCord - 23rd Indiana Volunteer Infantry Regiment: Colonnello William L. Sanderson Morti in combattimento-7, Feriti in combattimento-35 - 58th Ohio Infantry: Colonnello Valentine Bausenwein Morti in combattimento-9, Feriti in combattimento-42 - 68th Ohio Infantry: Colonnello Samuel H. Steedman (not ingaggiato) |
| 3ª Divisione Maggior generale Lew Wallace                                                     | 3ª Brigata Morti in combattimento-2, Feriti in combattimento-32, Dispersi in azione-1 = 35 Colonnello Charles Whittlesey                                                                                   | - 20th Ohio Infantry: Luogotenente colonnello Manning Force - 56th Ohio Infantry: Colonnello Peter Kinney (non ingaggiato) - 76th Ohio Volunteer Infantry Regiment: Colonnello Charles Robert Woods Morti in combattimento-0, Feriti in combattimento-4 - 78th Ohio Infantry: Colonnello Mortimer Dormer Leggett Morti in combattimento-1, Feriti in combattimento-9 |
| 3ª Divisione Maggior generale Lew Wallace                                                     | Non componenti di brigata Morti in combattimento-1, Feriti in combattimento-6, Dispersi in azione-0 = 7 | - Battery L, 1st Missouri Light Artillery (4 6 lb SB, 2 12lb how) - 9th Independent Battery Indiana Light Artillery (4 6lb SB, 2 12lb how): Luogotenente George R. Brown Morti in combattimento-1, Feriti in combattimento-5 - 5th Ohio Cavalry, 3º Battaglione: Maggiore Charles S. Hayes - 11th Regiment Illinois Volunteer Cavalry, 3º battaglione: Maggiore James F. Johnson |
| 4ª Divisione Brigadier generale Stephen A. Hurlbut                                            | 1ª Brigata Morti in combattimento-112, Feriti in combattimento-532, Dispersi in azione-43 = 687 Colonnello Nelson Grosvenor Williams (ferito) Colonnello Isaac Campbell Pugh                               | - 3rd Iowa Volunteer Infantry Regiment: Maggiore William M. Stone (catturato), Luogotenente George W. Crosley Morti in combattimento-23, Feriti in combattimento-134, Prigionieri di guerra o dispersi in azione-30 - 28th Illinois Volunteer Infantry Regiment: Colonnello Amory K. Johnson Morti in combattimento-29, Feriti in combattimento-211 - 32nd Illinois Volunteer Infantry Regiment: Colonnello John Logan (ferito) Morti in combattimento-39, Feriti in combattimento-114 - 41st Illinois Volunteer Infantry Regiment: Colonnello Isaac C. Pugh, Luogotenente colonnello A. Tupper (ucciso), Maggiore John Warner, Capitano John N. Hale Morti in combattimento-21, Feriti in combattimento-73 |
| 4ª Divisione Brigadier generale Stephen A. Hurlbut                                            | 2ª Brigata Morti in combattimento-130, Feriti in combattimento-492, Dispersi in azione-8 = 630 Colonnello James Clifford Veatch                                                                            | - 25th Regiment Indiana Infantry: Luogotenente colonnello William H. Morgan (ferito), Maggiore John Watson Foster - 14th Illinois Volunteer Infantry Regiment: Colonnello Cyrus Hall Morti in combattimento-35, Feriti in combattimento-126 - 15th Illinois Volunteer Infantry Regiment: Luogotenente colonnello Edward F. W. Ellis (ucciso), Maggiore William R. Goddard (ucciso), Capitano Louis D. Kelley Morti in combattimento-49, Feriti in combattimento-117 - 46th Illinois Volunteer Infantry Regiment: Colonnello John A. Davis (ferito), Luogotenente John J. Jones Morti in combattimento-25, Feriti in combattimento-134 |
| 4ª Divisione Brigadier generale Stephen A. Hurlbut                                            | 3ª Brigata Morti in combattimento-70, Feriti in combattimento-384, Dispersi in azione-4 = 458 Brigadiere generale Jacob Gartner Lauman                                                                     | - 31st Regiment Indiana Infantry: Colonnello Charles Cruft (ferito), Luogotenente colonnello John Osborn - 44th Regiment Indiana Infantry: Colonnello Hugh B. Reed Morti in combattimento-24, Feriti in combattimento-174 - 17th Regiment Kentucky Volunteer Infantry: Colonnello John H. McHenry, Jr. Morti in combattimento-18, Feriti in combattimento-69 - 25th Regiment Kentucky Volunteer Infantry: Luogotenente colonnello Benjamin Helm Bristow Morti in combattimento-7, Feriti in combattimento-27 |
| 4ª Divisione Brigadier generale Stephen A. Hurlbut                                            | Non componenti di brigata Morti in combattimento-5, Feriti in combattimento-33, Dispersi in azione-56 = 97                                                                                                 | - 5th Ohio Cavalry, 1° & 2º battaglione: Colonnello William H. Taylor - 13th Ohio Battery (una parte) Morti in combattimento-1, Feriti in combattimento-8 - Mann's battery, Missouri Light Artillery (2 6 lb SB, 2 12lb How) Morti in combattimento-3, Feriti in combattimento-14 - Battery "B" 1st Regiment Michigan Light Artillery (2 6 lb SB, 4 10 lb Parrot R) Morti in combattimento-0, Feriti in combattimento-5 |
| 5ª Divisione Brigadier generale William T. Sherman (ferito)                                   | 1ª Brigata Morti in combattimento-137, Feriti in combattimento-444, Dispersi in azione-70 = 651 Colonnello John Adair McDowell                                                                             | - 6th Iowa Volunteer Infantry Regiment: Capitano John W. Williams (ferito), Capitano Madison Miner Walden Morti in combattimento-52, Feriti in combattimento-94, Prigionieri di guerra o dispersi in azione-37 - 46th Ohio Infantry: Colonnello Thomas Worthington Morti in combattimento-37, Feriti in combattimento-185 - 40th Illinois Volunteer Infantry Regiment: Colonnello Stephen G. Hicks (ferito), Luogotenente colonnello J. M. Boothe Morti in combattimento-47, Feriti in combattimento-160 - 6th Independent Battery Indiana Light Artillery: Capitano Frederick Behr (ucciso) Morti in combattimento-1, Feriti in combattimento-5 |
| 5ª Divisione Brigadier generale William T. Sherman (ferito)                                   | 2ª Brigata Morti in combattimento-80, Feriti in combattimento-380, Dispersi in azione-90 = 550 Colonnello David Stuart (ferito) Luogotenente colonnello Frans Oscar Malmborg Colonnello Thomas Kilby Smith | - 55th Illinois Volunteer Infantry Regiment: Luogotenente colonnello F.O. Malmborg - 54th Ohio Infantry: Colonnello Thomas Kilby Smith, Luogotenente colonnello James A. Farden Morti in combattimento-15, Feriti in combattimento-139 - 71st Ohio Infantry: Colonnello Rodney Mason Morti in combattimento-14, Feriti in combattimento-44 |
| 5ª Divisione Brigadier generale William T. Sherman (ferito)                                   | 3ª Brigata Morti in combattimento-70, Feriti in combattimento-221, Dispersi in azione-65 = 356 Colonnello Jesse Hildebrand                                                                                 | - 53rd Ohio Infantry: Colonnello Jesse J. Appler, Luogotenente colonnello Robert A. Fulton - 57th Ohio Infantry: Luogotenente colonnello Americus Vespucius Rice Morti in combattimento-10, Feriti in combattimento-72 - 77th Ohio Infantry: Luogotenente colonnello Wills De Hass, Maggiore Benjamin D. Fearing Morti in combattimento-51, Feriti in combattimento-116 |
| 5ª Divisione Brigadier generale William T. Sherman (ferito)                                   | 4ª Brigata Morti in combattimento-36, Feriti in combattimento-203, Dispersi in azione-74 = 313 Colonnello Ralph Pomeroy Buckland                                                                           | - 48th Ohio Infantry: Colonnello Peter John Sullivan (ferito), Luogotenente colonnello Job R. Parker - 70th Ohio Infantry: Colonnello Joseph Randolph Cockerill Morti in combattimento-9, Feriti in combattimento-57 - 72nd Ohio Infantry: Luogotenente colonnello Herman Canfield (ucciso) Morti in combattimento-15, Feriti in combattimento-73 |
| 5ª Divisione Brigadier generale William T. Sherman (ferito)                                   | Non componenti di brigata Morti in combattimento-2, Feriti in combattimento-28, Dispersi in azione-0 = 30                                                                                                  | - 4th Regiment Illinois Volunteer Cavalry (1° & 2º battaglione): Luogotenente colonnello William McCullough Morti in combattimento-0, Feriti in combattimento-6 - Battery "B", 1st Regiment Illinois Volunteer Light Artillery (4 6 lb SB, 2 12 lb How): Capitano Samuel E. Barrett Morti in combattimento-1, Feriti in combattimento-5 - Battery "E", 1st Regiment Illinois Volunteer Light Artillery (4 James R): Capitano A. C. Waterhouse (ferito), Luogotenente A. E. Abbott (ferito), Lugotenente John A. Fitch Morti in combattimento-1, Feriti in combattimento-17 |
| 6ª Divisione Brigadier generale Benjamin M. Prentiss (catturato)                              | 1ª Brigata Morti in combattimento-113, Feriti in combattimento-372, Dispersi in azione-263 = 721 Colonnello Everett Peabody (ucciso) Colonnello John L. Doran                                              | - 21st Missouri Volunteer Infantry: Colonnello David Moore (ferito), Luogotenente colonnello Humphrey M. Woodyard - 25th Missouri Volunteer Infantry: Luogotenente colonnello Robert Thompson Van Horn Morti in combattimento-28, Feriti in combattimento-84 - 16th Wisconsin Volunteer Infantry Regiment: Colonnello Benjamin Allen (ferito) Morti in combattimento-40, Feriti in combattimento-188 - 12th Michigan Volunteer Infantry Regiment: Colonnello Francis Quinn Morti in combattimento-27, Feriti in combattimento-54 |
| 6ª Divisione Brigadier generale Benjamin M. Prentiss (catturato)                              | 2ª Brigata Morti in combattimento-44, Feriti in combattimento-228, Dispersi in azione-178 = 450 Colonnello Madison Miller (catturato)                                                                      | - 18th Missouri Volunteer Infantry: Luogotenente colonnello Issac V. Pratt - 61st Illinois Volunteer Infantry Regiment: Colonnello Jacob Fry Morti in combattimento-12, Feriti in combattimento-42 - 16th Iowa Volunteer Infantry Regiment: Colonnello Alexander Chambers (ferito), Luogotenente colonnello Addison H. Sanders Morti in combattimento-17, Feriti in combattimento-101, Prigionieri di guerra o dispersi in azione-13 |
| 6ª Divisione Brigadier generale Benjamin M. Prentiss (catturato)                              | Non componenti di brigata Morti in combattimento-78, Feriti in combattimento-328, Dispersi in azione-592 = 998                                                                                             | - 11th Regiment Illinois Volunteer Cavalry: Colonnello Robert G. Ingersoll Morti in combattimento-3, Feriti in combattimento-3 - 15th Iowa Volunteer Infantry Regiment: Colonnello Hugh Thompson Reid (ferito) Morti in combattimento-21, Feriti in combattimento-156, Prigionieri di guerra o dispersi in azione-8 - 3rd Ohio Battery: Capitano William S. Williams - 5th Ohio Battery: Capitano Andrew Hickenlooper Morti in combattimento-1, Feriti in combattimento-19 - 1st Minnesota Light Artillery Battery (2 12 lb How, 4 James R) Morti in combattimento-3, Feriti in combattimento-8 - 23rd Missouri Volunteer Infantry: Colonnello Jacob T. Tindall (ucciso), Luogotenente colonnello Quin Morton (catturato) Morti in combattimento-27, Feriti in combattimento-59 - 18th Wisconsin Volunteer Infantry Regiment: Colonnello James S. Alban (ucciso), Luogotenente colonnello Samuel Wootton Beall (ferito), Maggiore Josiah W. Crane (ucciso) Morti in combattimento-23, Feriti in combattimento-83 |
|                                                                                               | Truppe non inquadrate Morti in combattimento-39, Feriti in combattimento-159, Dispersi in azione-17 = 215                                                                                                  | - 15th Michigan Volunteer Infantry Regiment: Colonnello John M. Oliver (temporaneamente assegnato alla 4ª Brigata, Army of the Ohio) - 14th Wisconsin Volunteer Infantry Regiment: Colonnello David E. Wood Morti in combattimento-16, Feriti in combattimento-74 - 8th Ohio Battery (6 30 lb Parrott R): Capitano Louis Markgraf Morti in combattimento-0, Feriti in combattimento-3 - Battery "H", 1st Regiment Illinois Volunteer Light Artillery (4 20 lb Parrott R): Capitano Axel Silversparre - Battery I, 1st Illinois Light Artillery (4 6 lb James R): Capitano Edward Bouton - Battery L, 1st Illinois Light Artillery (6 James R) - Battery B, 2nd Illinois Light Artillery (5 24 lb SB): Capitano Relly Madison - Battery F, 2nd Illinois Light Artillery (6 6 lb SB): Capitano John Wesley Powell (ferito) Morti in combattimento-0, Feriti in combattimento-6 |

### Armata dell'Ohio
La parte dell'Armata dell'Ohio di Don C. Buell impegnata nella battaglia era composta da quattro divisioni:
- 2ª (Brigadier generale Alexander McDowell McCook): tre brigate;
- 4ª (Brigadier generale William "Bull" Nelson): tre brigate;
- 5ª (Brigadier generale Thomas Leonidas Crittenden): due brigate.
- 6ª (Brigadier generale Thomas John Wood): due brigate;

| Comandanti di Divisione (Army of the Ohio)                                                  |
| ------------------------------------------------------------------------------------------- |
| - Alexander McDowell McCook - William "Bull" Nelson - Thomas L. Crittenden - Thomas J. Wood |

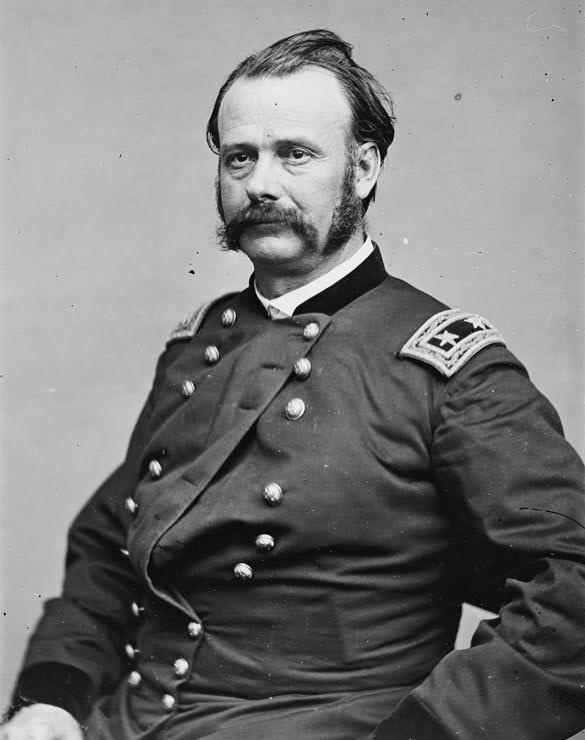
Brigadier generale Lovell Harrison Rousseau.

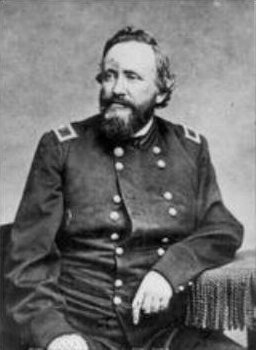
Brigadier generale Jeremiah Tilford Boyle.

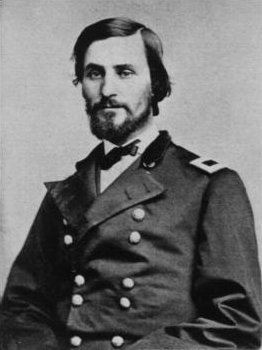
Colonnello William Sooy Smith.

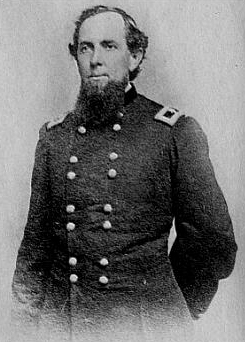
Colonnello Edward Henry Hobson.

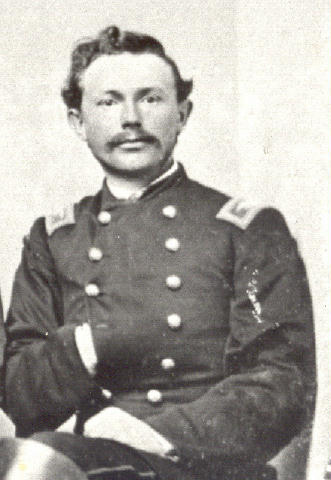
Colonnello Charles Garrison Harker.

Il 5 di aprile, alla vigilia della battaglia, la 1ª delle divisioni di Buell sotto il comando di William "Bull" Nelson raggiunse Savannah; Grant gli ordinò di accamparsi lì invece di attraversare immediatamente il fiume. Il resto dell'esercito, ancora in marcia con solo quattro porzioni delle sue divisioni - per un totale di 17.918 uomini - non raggiunse l'area in tempo per poter avere un ruolo significativo nello scontro fino al 2º giorno.
Le altre tre divisioni erano guidate da Alexander M. McCook, Thomas L. Crittenden e Thomas J. Wood; quest'ultima è comparsa troppo tardi anche per essere di un qualche aiuto nel corso della 2ª giornata di combattimenti.
Stato maggiore e quartier generale
- Maggior generale Don Carlos Buell, Comandante.
- Capo di Stato maggiore: Colonnello James Barnet Fry;
- Aiuto assistente generale: Capitano J.M. Wright;
- Genio militare (topografia): Capitano Nathaniel Michler;
- Assistente Quartiermastro: Capitano Alvan Cullem Gillem;
- Assistente ispettore generale: Capitano Charles Champion Gilbert.

| Divisioni                                                 | Brigate | Reggimenti e Altri |
| --------------------------------------------------------- | --- | --- |
| 2ª Divisione Brigadier generale Alexander McDowell McCook | 4ª Brigata Morti in combattimento-28, Feriti in combattimento-280, Dispersi in azione-3 = 311 Brigadier generale Lovell Harrison Rousseau | - Regular Infantry Detachment: Maggiore John H. King - 15th Infantry Regiment, 1º Battaglione: Capitano Peter T. Swaine - 16th Infantry Regiment, 1º Battaglione: Capitano Edwin F. Townsend - 19th Infantry Regiment, 1º Battaglione: Maggiore Stephen D. Carpenter - 1st Ohio Infantry: Colonnello Benjamin F. Smith - 6th Regiment Indiana Infantry: Colonnello Thomas Turpin Crittenden - 5th Regiment Kentucky Volunteer Infantry: Colonnello Harvey M. Buckley - 5th U.S. Light Artillery, Battery H (4 12 lb Nap, 2 10 lb Parrott R): Capitano William Rufus Terrill |
| 2ª Divisione Brigadier generale Alexander McDowell McCook | 5ª Brigata Morti in combattimento-34, Feriti in combattimento-310, Dispersi in azione-2 = 346 Colonnello Edward Needles Kirk (ferito)     | - 77th Pennsylvania Infantry: Colonnello Frederick S. Stumbaugh - 29th Regiment Indiana Infantry: Luogotenente colonnello David M. Dunn - 30th Regiment Indiana Infantry: Colonnello Sion S. Bass (ferito/disperso), Luogotenente colonnello Joseph B. Dodge, Maggiore Orin Hurd - 34th Illinois Volunteer Infantry Regiment: Maggiore Charles N. Levanway (ucciso), Capitano H. W. Bristol |
| 2ª Divisione Brigadier generale Alexander McDowell McCook | 6ª Brigata Morti in combattimento-25, Feriti in combattimento-220, Dispersi in azione-2 = 247 Colonnello William H. Gibson                | - 15th Ohio Infantry: Maggiore William Wallace - 49th Ohio Infantry: Luogotenente colonnello Albert M. Blackman - 32nd Indiana Infantry Regiment: Colonnello August Willich - 39th Regiment Indiana Infantry: Colonnello Thomas J. Harrison |
| 4ª Divisione Brigadier generale William "Bull" Nelson     | 10ª Brigata Morti in combattimento-16, Feriti in combattimento-106, Dispersi in azione-8 = 130 Colonnello Jacob Ammen                     | - 6th Ohio Infantry: Luogotenente colonnello Nicholas Longworth Anderson - 24th Ohio Infantry: Colonnello Frederick C. Jones - 36th Regiment Indiana Infantry: Colonnello William Grose (ferito) |
| 4ª Divisione Brigadier generale William "Bull" Nelson     | 19ª Brigata Morti in combattimento-48, Feriti in combattimento-357, Dispersi in azione-1 = 406 Colonnello William B. Hazen                | - 6th Regiment Kentucky Volunteer Infantry: Colonnello Walter Chiles Whitaker - 9th Indiana Infantry Regiment: Colonnello Gideon Curtis Moody - 41st Ohio Volunteer Infantry: Luogotenente colonnello George S. Mygatt |
| 4ª Divisione Brigadier generale William "Bull" Nelson     | 22ª Brigata Morti in combattimento-29, Feriti in combattimento-138, Dispersi in azione-11 = 178 Colonnello Sanders Dewees Bruce           | - 1st Regiment Kentucky Volunteer Infantry: Colonnello David A. Enyart - 2nd Regiment Kentucky Volunteer Infantry: Colonnello Thomas D. Sedgewick - 20th Regiment Kentucky Volunteer Infantry: Luogotenente colonnello Charles S. Hanson - 2nd Regiment Indiana Cavalry: Luogotenente colonnello Edward M. McCook |
| 5ª Divisione Brigadier generale Thomas L. Crittenden      | 11ª Brigata Morti in combattimento-33, Feriti in combattimento-212, Dispersi in azione-18 = 263 Brigadier generale Jeremiah Tilford Boyle | - 19th Ohio Infantry: Colonnello Samuel Beatty - 59th Ohio Infantry: Colonnello James P. Fyffe - 9th Regiment Kentucky Volunteer Infantry: Colonnello Benjamin C. Grider - 13th Regiment Kentucky Volunteer Infantry: Colonnello Edward Henry Hobson |
| 5ª Divisione Brigadier generale Thomas L. Crittenden      | 14ª Brigata Morti in combattimento-25, Feriti in combattimento-157, Dispersi in azione-10 = 192 Colonnello William Sooy Smith             | - 13th Ohio Infantry: Luogotenente colonnello Joseph G. Hawkins - 11th Regiment Kentucky Volunteer Infantry: Colonnello Pierce B. Hawkins - 26th Regiment Kentucky Volunteer Infantry: Luogotenente colonnello Cicero Maxwell |
| 5ª Divisione Brigadier generale Thomas L. Crittenden      | Non componenti di brigata Morti in combattimento-2, Feriti in combattimento-8, Dispersi in azione-0 = 10                                  | - 3rd Regiment Kentucky Volunteer Cavalry: Colonnello James Streshly Jackson - Battery G, 1st Ohio Light Artillery (4 6 lb SB, 2 12 lb Wiard R): Capitano Joseph Bartlett - 4th U.S. Light Artillery, Battery H e 4th U.S. Light Artillery, Battery M (2 3" R, 2 12 lb How); Capitano John Mendenhall |
| 6ª Divisione Brigadier generale Thomas J. Wood            | 20ª Brigata Morti in combattimento-0, Feriti in combattimento-0, Dispersi in azione-0 = 0 Brigadier generale James A. Garfield            | - 64th Ohio Infantry: Colonnello John Ferguson - 65th Ohio Infantry: Colonnello Charles Garrison Harker - 13th Michigan Volunteer Infantry Regiment: Colonnello Michael Shoemaker - 51st Regiment Indiana Infantry: Colonnello Abel Delos Streight |
| 6ª Divisione Brigadier generale Thomas J. Wood            | 21ª Brigata Morti in combattimento-0, Feriti in combattimento-4, Dispersi in azione-0 = 4 Colonnello George Day Wagner                    | - 15th Regiment Indiana Infantry: Colonnello Gustavus A. Wood - 10th Regiment Indiana Infantry: Colonnello Mahlon Dickerson Manson - 57th Regiment Indiana Infantry: Colonnello Cyrus C. Hines - 24th Regiment Kentucky Volunteer Infantry: Colonnello Louis Grigsby |

## Confederati

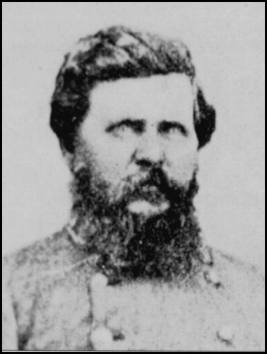
Luogotenente colonnello Tyree Harris Bell.

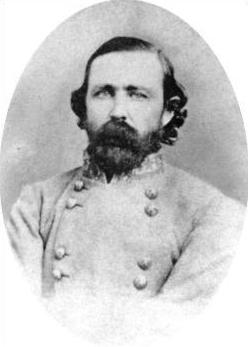
Colonnello George Earl Maney.

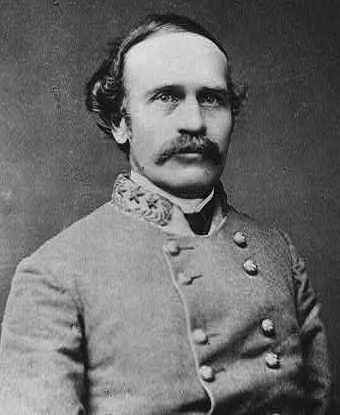
Brigadier generale Bushrod Rust Johnson.

| Comando confederato                                                               |
| --------------------------------------------------------------------------------- |
| - Generale Albert Sidney Johnston - Generale Pierre Gustave Toutant de Beauregard |

Nella lotta di domani combatteremo uomini del nostro stesso sangue, uomini occidentali, che comprendono l'uso delle armi da fuoco. La lotta sarà disperata.
P.G.T. Beauregard
Da parte confederata Albert S. Johnston denominò la sua nuova forza "Armata del Mississippi", deviando dalla regola generale che solo gli eserciti dell'Unione avevano il nome di fiumi. A volte anche definita l'"Armata del West", fu ribattezzata da Braxton Bragg come Armata del Tennessee a novembre.
Il cinquantanovenne Johnston era uno degli ufficiali più esperti di entrambe le parti fino a questo punto della guerra, avendo partecipato a cinque diversi conflitti per tre differenti nazioni nel corso di una carriera militare che copriva oramai 34 anni; in un'occasione Jefferson Davis disse: "se Johnston non è un generale, allora ciò significa che non abbiamo alcun generale".
Egli concentrò quasi 55.000 uomini tutt'attorno alla città di Corinth (Mississippi), a circa 32 km a sud-ovest delle truppe di Grant posizionate a Pittsburg Landing; di questi 40 335 partirono all'alba del 3 aprile, sperando in tal maniera di sorprendere l'avversario prima che Buell arrivasse con le sue truppe. Erano organizzati in quattro grandi Corpi d'Armata, comandati da:
- I Corpo, comandato dal Maggior generale Leonidas Polk, con due divisioni sotto la direzione dei generali Charles Clark e di Benjamin F. Cheatham;
- II Corpo, comandato dal Maggiore generale Braxton Bragg, con due divisioni guidate dai generali Daniel Ruggles e Jones Mitchell Withers;
- III Corpo, comandato dal Maggiore generale William Joseph Hardee, con tre brigate dirette rispettivamente dai generali Thomas C. Hindman, Patrick Ronayne Cleburne e Sterling Alexander Martin Wood;
- Corpo di Riserva, comandato dal Brigadier generale John C. Breckinridge, con tre brigate agli ordini dei colonnelli Robert Trabue e Winfield S. Statham e del generale John Stevens Bowen, più la cavalleria aggregata[16].

| Comandanti di Corpo                                                        |
| -------------------------------------------------------------------------- |
| - Leonidas Polk - Braxton Bragg - William J. Hardee - John C. Breckinridge |

Fonti:

### Primo Corpo d'Armata
Maggior generale Leonidas Polk
| Divisioni | Brigate                                                                            | Reggimenti e Altri |
| --- | ---------------------------------------------------------------------------------- | --- |
| 1ª Divisione Brigadier generale Charles Clark (ferito) Brigadier generale Alexander P. Stewart                 | 1ª Brigata Colonnello Robert M. Russell                                            | - 11th Louisiana: Colonnello Samuel F. Marks (ferito), Luogotenente colonnello Robert H. Barrow - 12th Tennessee Infantry Regiment: Luogotenente colonnello Tyree Harris Bell, Maggiore Robert Porter Caldwell - 13th Tennessee Infantry Regiment: Colonnello Alfred Jefferson Vaughan - 22nd Tennessee Infantry Regiment: Colonnello Thomas J. Freeman (ferito), Luogotenente colonnello Francis M. Stewart (ferito), Maggiore Lipscomb P. McMurry - Tennessee Battery: Capitano Smith P. Bankhead |
| 1ª Divisione Brigadier generale Charles Clark (ferito) Brigadier generale Alexander P. Stewart                 | 2ª Brigata Brigadier generale Alexander Peter Stewart                              | - 13th Arkansas Infantry Regiment: Colonnello James Camp Tappan, Luogotenente colonnello A. D. Grayson (ucciso), Maggiore James A. McNeely (ferito) - 4th Tennessee Infantry Regiment: Colonnello Rufus P. Neely, Luogotenente Otho French Strahl - 5th Tennessee Infantry Regiment: Luogotenente colonnello Calvin Davenport Venable - 33rd Tennessee Infantry Regiment: Colonnello Alexander William Campbell - Mississippi Battery: Capitano Thomas J. Stanford                                  |
| 2ª Divisione Brigadier generale Benjamin F. Cheatham (ferito) Brigadier generale Bushrod Rust Johnson (ferito) | 1ª Brigata Brigadier generale Bushrod R. Johnson Colonnello Preston Smith (ferito) | - Blythe's Mississippi: Colonnello A. K. Blythe (ucciso), Luogotenente colonnello David L. Herron (ucciso), Maggiore James Moore - 2nd (Walker's) Tennessee: Colonnello Joseph Knox Walker - 15th Tennessee Infantry Regiment: Luogotenente colonnello Robert Charles Tyler (ferito), Maggiore John F. Hearn - 154th Tennessee Infantry Regiment: Colonnello Preston Smith, Luogotenente colonnello Marcus Joseph Wright - Tennessee battery: Capitano Marshall T. Polk (ferito)                    |
| 2ª Divisione Brigadier generale Benjamin F. Cheatham (ferito) Brigadier generale Bushrod Rust Johnson (ferito) | 2ª Brigata Colonnello William H. Stephens Colonnello George Maney                  | - 7th Kentucky Infantry: Colonnello Charles Wickliffe (ferito/morto), Luogotenente William D. Lannom - 1st Tennessee (battaglione): Colonnello George Earl Maney, Maggiore Hume R. Feild - 6th Tennessee Infantry Regiment: Luogotenente colonnello Timothy P. Jones, Colonnello William H. Stephens - 9th Tennessee Infantry Regiment: Colonnello Henry L. Douglass - Mississippi Battery: Capitano Melancthon Smith                                                                               |
| | Cavalleria                                                                         | - 1st Mississippi: Colonnello Andrew J. Lindsay - Mississippi and Alabama Battalion: Luogotenente colonnello Richard H. Brewer |
| | Non aggregato                                                                      | - 47th Tennessee Infantry Regiment: Colonnello Munson Rufus Hill |

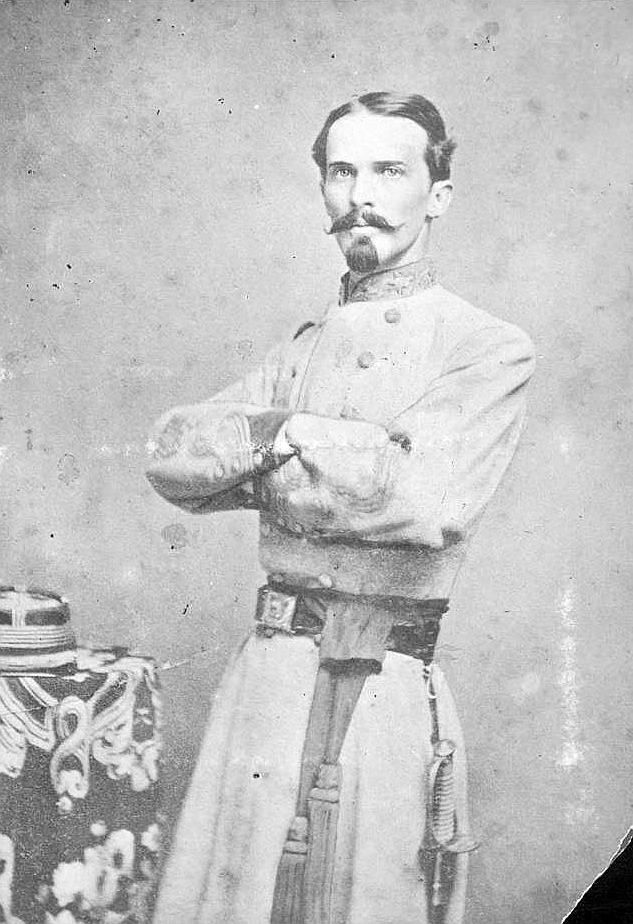
Colonnello Randall Lee Gibson.

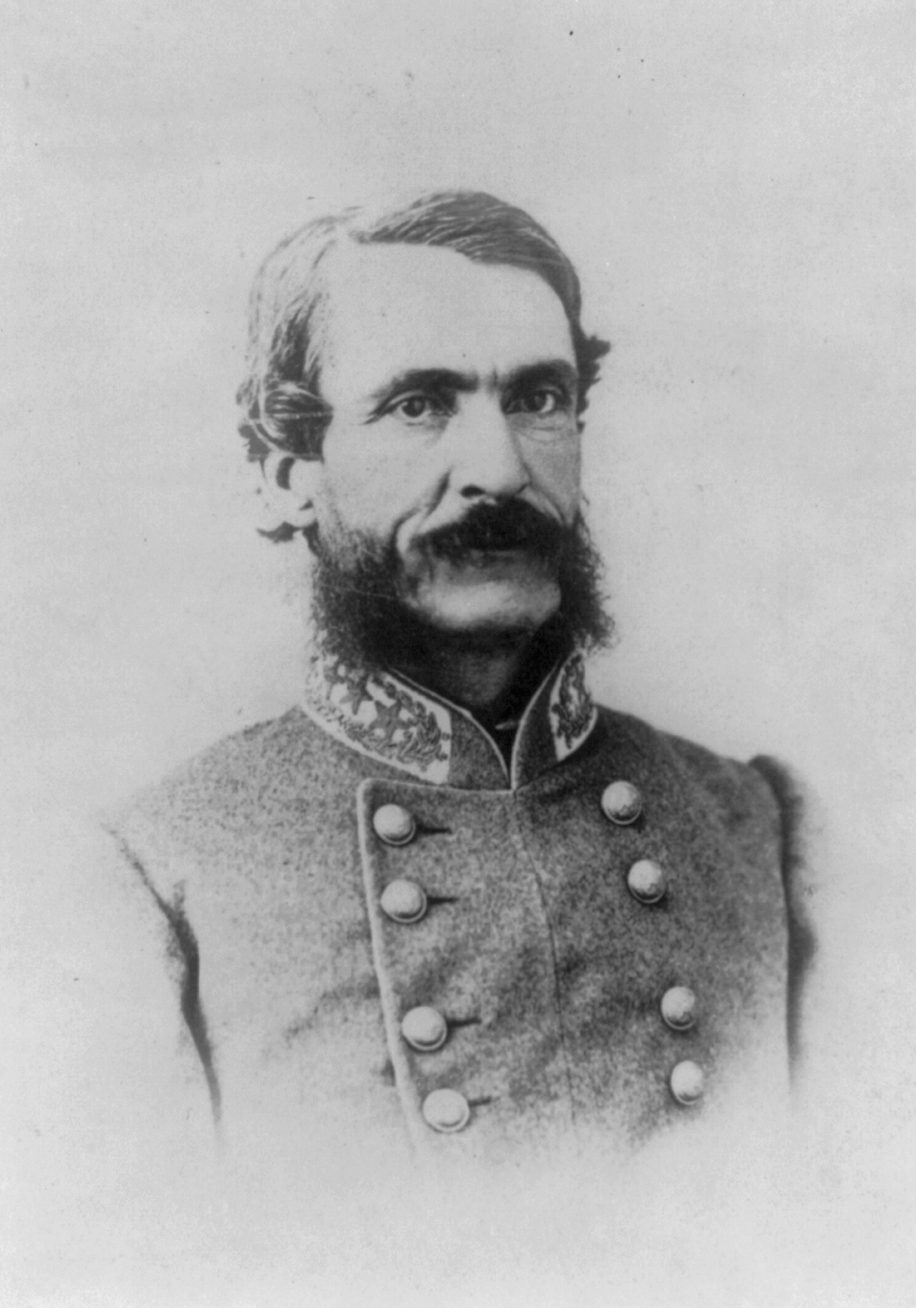
Brigadier generale James Patton Anderson.

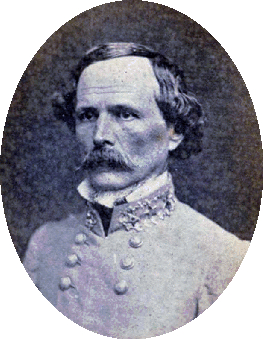
Brigadier generale Jones Mitchell Withers.

### Secondo Corpo d'Armata
Maggior generale Braxton Bragg
- Scorta - Alabama Cavalry: Capitano Robert W. Smith

| Divisioni                                              | Brigate | Reggimenti e Altri |
| ------------------------------------------------------ | --- | --- |
| 1ª Divisione Brigadier generale Daniel Ruggles         | 1ª Brigata Colonnello Randall Lee Gibson                                                                                              | - 1st Arkansas Infantry: Colonnello James Fleming Fagan - 4th Louisiana: Colonnello Henry Watkins Allen (ferito), Luogotenente colonnello Samuel E. Hunter - 13th Louisiana: Maggiore Anatole P. Avegno (ferito/morto), Capitano Stephen O'Leary (ferito), Capitano Edgar M. Dubroca - 19th Louisiana: Colonnello Benjamin Lewis Hodge, Luogotenente colonnello James M. Hollingsworth |
| 1ª Divisione Brigadier generale Daniel Ruggles         | 2ª Brigata Brigadier generale James Patton Anderson                                                                                   | - 1st Florida Infantry (Battaglione): Maggiore Thaddens A. McDonell (ferito), Capitano W. G. Poole, Capitano W. Capers Bird - 17th Louisiana: Luogotenente colonnello Charles Jones (ferito) - 20th Louisiana: Colonnello August Reichard - 9th Texas: Colonnello Wright A. Stanley - Confederate Guards Response Battalion: Maggiore Franklin H. Clack - Washington Louisiana Artillery (Battaglione), 5ª Compagnia: Capitano W. Irwin Hodgson |
| 1ª Divisione Brigadier generale Daniel Ruggles         | 3ª Brigata Colonnello Preston Pond | - 16th Louisiana: Maggiore Daniel Gober - 18th Louisiana: Colonnello Alfred Mouton (ferito), Luogotenente colonnello Alfred Roman - Crescent (Louisiana) Regiment: Colonnello Marshall J. Smith - Orleans Guard Battalion: Maggiore Leon Querouze (ferito) - 38th Tennessee Infantry Regiment: Colonnello Robert F. Looney - Alabama Battery: Capitano William H. Ketchum |
| 1ª Divisione Brigadier generale Daniel Ruggles         | Cavalleria | - Alabama Battalion: Capitano Thomas F. Jenkins |
| 2ª Divisione Brigadier generale Jones Mitchell Withers | 1ª Brigata Brigadier generale Adley Hogan Gladden (ferito/morto) Colonnello Daniel W. Adams (ferito) Colonnello Zach C. Deas (ferito) | - 21st Alabama: Luogotenente colonnello Stewart W. Cayce, Maggiore Frederik Stewart - 22nd Regiment Alabama Infantry: Colonnello Zachariah Cantey Deas, Luogotenente colonnello John C. Marrast - 25th Alabama: Colonnello John Q. Loomis (ferito), Maggiore George D. Johnston - 50th Alabama Infantry Regiment (Coltart's): Colonnello John G. Coltart (ferito), Luogotenente colonnello William D. Chadick - 1st Louisiana: Colonnello Daniel Weisiger Adams, Maggiore Frederick H. Farrar, Jr. - Alabama Battery: Capitano Felix Huston Robertson |
| 2ª Divisione Brigadier generale Jones Mitchell Withers | 2ª Brigata Brigadier generale James Ronald Chalmers                                                                                   | - 5th Mississippi Infantry: Colonnello Albert E. Fant - 7th Mississippi: Luogotenente colonnello Hamilton Mayson - 9th Mississippi: Luogotenente colonnello William A. Rankin (ferito/morto), Maggiore F. Eugene Whitfield - 10th Mississippi Infantry: Colonnello Robert A. Smith - 52th Tennessee Infantry Regiment: Colonnello Benjamin J. Lea - Alabama Battery: Capitano Charles P. Gage |
| 2ª Divisione Brigadier generale Jones Mitchell Withers | 3ª Brigata Brigadier generale John King Jackson                                                                                       | - 17th Regiment Alabama Infantry: Luogotenente colonnello Robert C. Fariss - 18th Alabama Infantry: Colonnello Eli Sims Shorter - 19th Regiment Alabama Infantry: Colonnello Joseph Wheeler - 2nd Texas Infantry Regiment: Colonnello John Creed Moore, Luogotenente colonnello William P. Rogers, Maggiore Hall G. Runnels - Georgia Battery: Capitano Isadore P. Girardey |

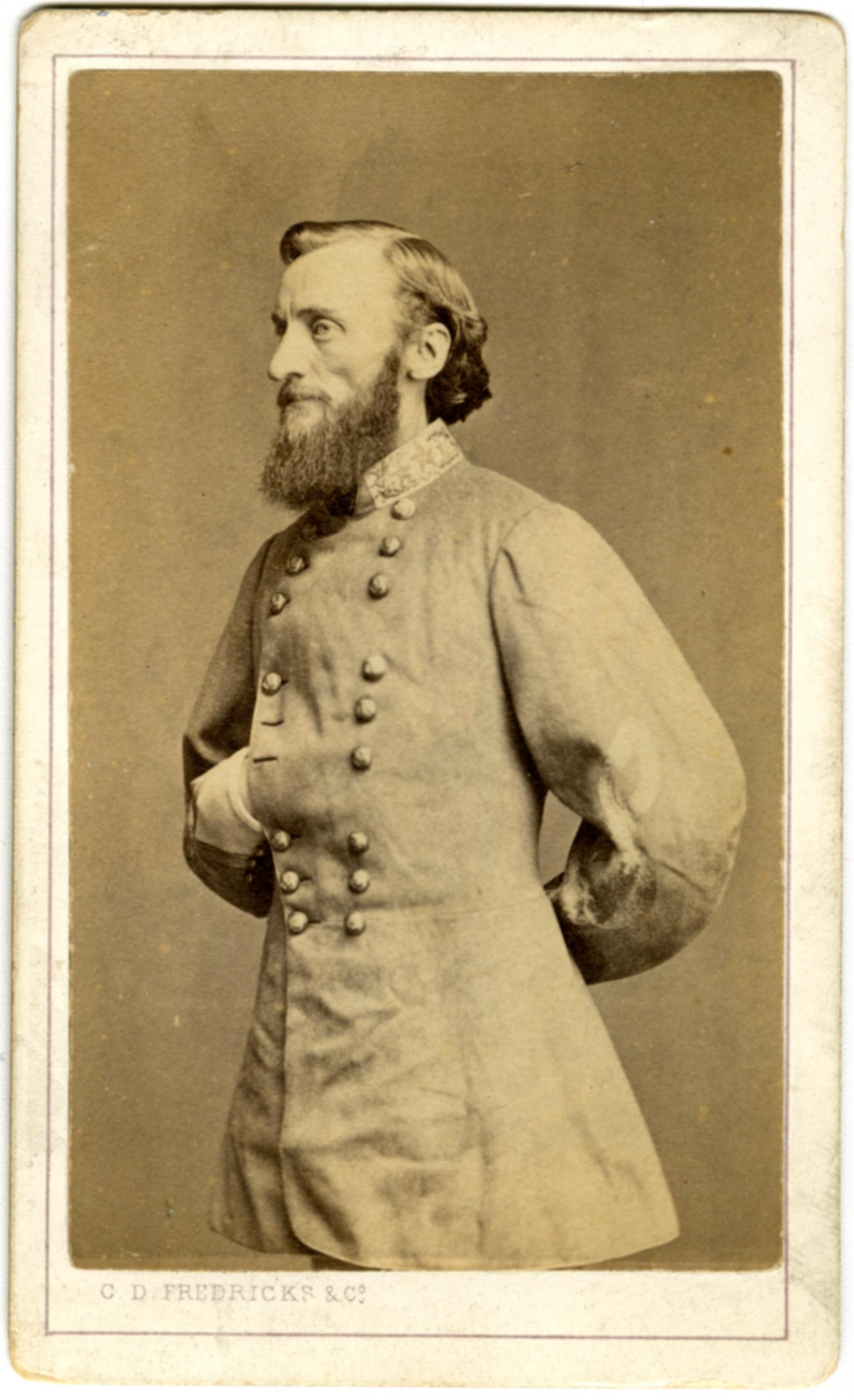
Colonnello John Sappington Marmaduke.

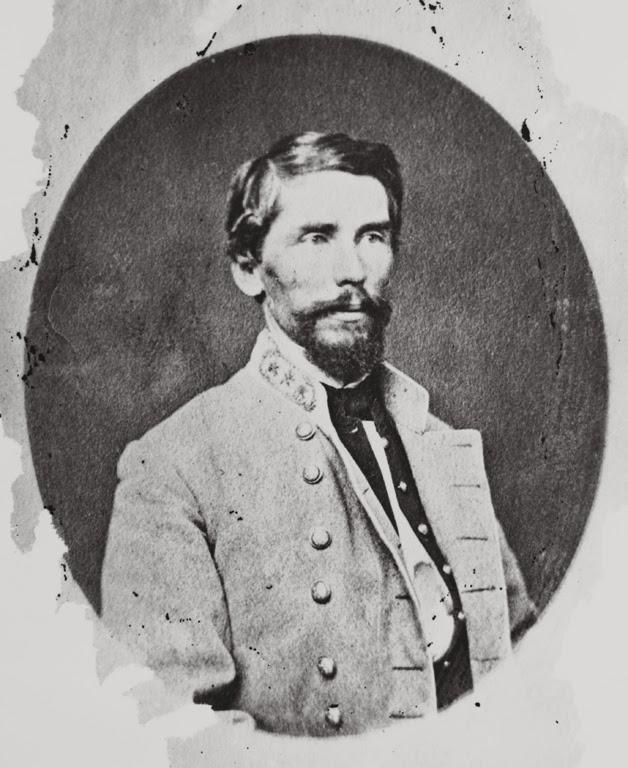
Brigadier generale Patrick Ronayne Cleburne.

### Terzo Corpo d'Armata
Maggio generale William J. Hardee (ferito)
| Brigate                                                                                               | Reggimenti e Artiglierie |
| --- | --- |
| 1ª Brigata Brigadier generale Thomas C. Hindman Colonnello Robert Glenn Shave                         | - 2nd Arkansas Infantry: Colonnello Daniel Chevilette Govan, Maggiore Reuben F. Harvey - 6th Arkansas Infantry: Colonnello Alexander Travis Hawthorn - 7th Arkansas Infantry Regiment: Luogotenente colonnello John M. Dean (ucciso), Maggiore James T. Martin - 18th Arkansas Infantry Regiment (Marmaduke's): Colonnello John Sappington Marmaduke - Mississippi Battery: Capitano Charles Swett |
| 2ª Brigata Brigadier generale Patrick Ronayne Cleburne                                                | - 15th Arkansas Infantry Regiment (Josey's): Luogotenente colonnello Archibald K. Patton (ucciso) - 6th Mississippi: Colonnello John J. Thornton (ferito), Maggiore Robert Lowry (ferito), Capitano W. A. Harper - 2nd (Bate's) Tennessee: Colonnello William Brimage Bate (ferito), Luogotenente colonnello David L. Goodall - 35th Tennessee Infantry Regiment: Colonnello Benjamin Jefferson Hill - 23rd Tennessee Infantry Regiment: Luogotenente colonnello James F. Neill (ferito) - 24th Tennessee Infantry Regiment: Luogotenente colonnello Thomas H. Peebles - Trigg's Arkansas Battery: Capitano John T. Trigg - Helena (Arkansas) Artillery: Capitano John H. Calvert                                          |
| 3ª Brigata Brigadier generale Sterling Alexander Martin Wood (ferito) Colonnello William K. Patterson | - 16th Alabama: Luogotenente colonnello John W. Harris - 8th Arkansas Infantry Regiment: Colonnello William K. Patterson - 9th Arkansas Infantry Battalion: Maggiore John Herbert Kelly - 3rd Mississippi Battalion: Maggiore Aaron B. Hardcastle - 27th Tennessee Infantry Regiment: Colonnello Christopher H. Williams (ucciso), Luogotenente colonnello Blackburn H. Brown (ferito), Maggiore Samuel T. Love (ferito/morto) - 44th Tennessee Infantry Regiment: Colonnello Coleman A. McDaniel - 55th Tennessee Infantry Regiment (McKoin's): Colonnello James L. McKoin - Mississippi Battery: Capitano William L. Harper (ferito), Luogotenente Putnam Darden - Georgia Dragoons (compagnia): Capitano Isaac W. Avery |

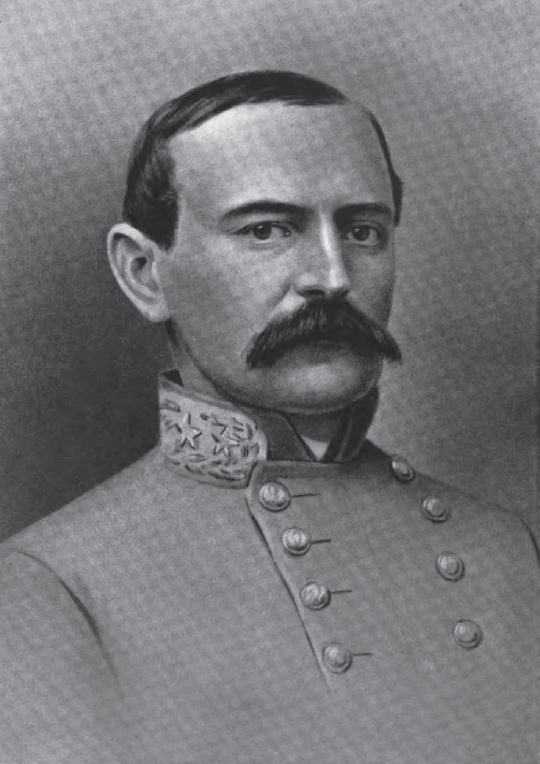
Ritratto del Colonnello Joseph Horace Lewis.

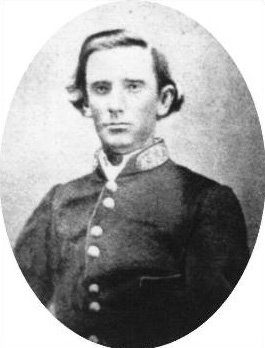
Colonnello John Austin Wharton.

### Corpo di Riserva
Brigadier generale John C. Breckinridge
| Brigate                                                                                   | Reggimenti e Artiglierie |
| ----------------------------------------------------------------------------------------- | --- |
| 1ª Brigata Colonnello Robert P. Trabue                                                    | - 4th Alabama Battalion: Maggiore James M. Clifton - 31st Alabama: Luogotenente colonnello Montgomery Gilbreath - 3rd Kentucky Infantry: Luogotenente colonnello Benjamin M. Anderson (ferito) - 4th Kentucky Infantry: Luogotenente colonnello Andrew R. Hynes (ferito) - 5th Kentucky Infantry: Colonnello Thomas H. Hunt - 6th Kentucky Infantry: Colonnello Joseph Horace Lewis - Tennessee Battalion: Luogotenente colonnello James M. Crews - Byrne's battery (Kentucky Battery): Capitano Edward P. Byrne - 1st Kentucky Artillery: Capitano Robert Cobb - Kentucky Cavalry (squadrone): Capitano John Hunt Morgan      |
| 2ª Brigata Brigadier generale John Stevens Bowen (ferito) Colonnello John Donelson Martin | - 9th Arkansas Infantry Regiment: Colonnello Isaac L. Dunlop - 10th Arkansas Infantry Regiment: Colonnello Thomas D. Merrick - 2nd Confederate: Colonnello John D. Martin, Maggiore Thomas H. Mangum - 1st Missouri Infantry: Colonnello Lucius L. Rich (ferito/morto) - Mississippi Battery: Capitano Alfred Hudson |
| 3ª Brigata Colonnello Winfield S. Statham                                                 | - 15th Mississippi: Maggiore William Felix Brantley (ferito), Capitano Lamkin S. Terry - 22nd Mississippi: Colonnello Frank Schaller (ferito), Luogotenente colonnello Charles S. Nelms (ferito/morto), Maggiore James S. Prestidge - 19th Tennessee Infantry Regiment: Colonnello David H. Cummings - 20th Tennessee Infantry Regiment: Colonnello Joel Allen Battle (ferito/catturato), Luogotenente colonnello Moscow B. Carter - 28th Tennessee Infantry Regiment: Colonnello John P. Murray - 45th Tennessee Infantry Regiment: Luogotenente colonnello Ephraim F. Lytle - Tennessee Battery: Capitano Arthur M. Rutledge |

### Non aggregati
| Brigate     | Reggimenti e Artiglierie |
| ----------- | --- |
| Cavalleria  | - Tennessee Regiment: Colonnello Nathan Bedford Forrest (ferito) - 1st Regiment Alabama Volunteer Cavalry: Colonnello James Holt Clanton - 8th Texas Cavalry: Colonnello John Austin Wharton (ferito) |
| Artiglieria | - 3rd Arkansas Light Artillery (Jackson): Capitano George T. Hubbard - Tennessee Battery: Capitano Hugh L. W. McClung                                                                                 |

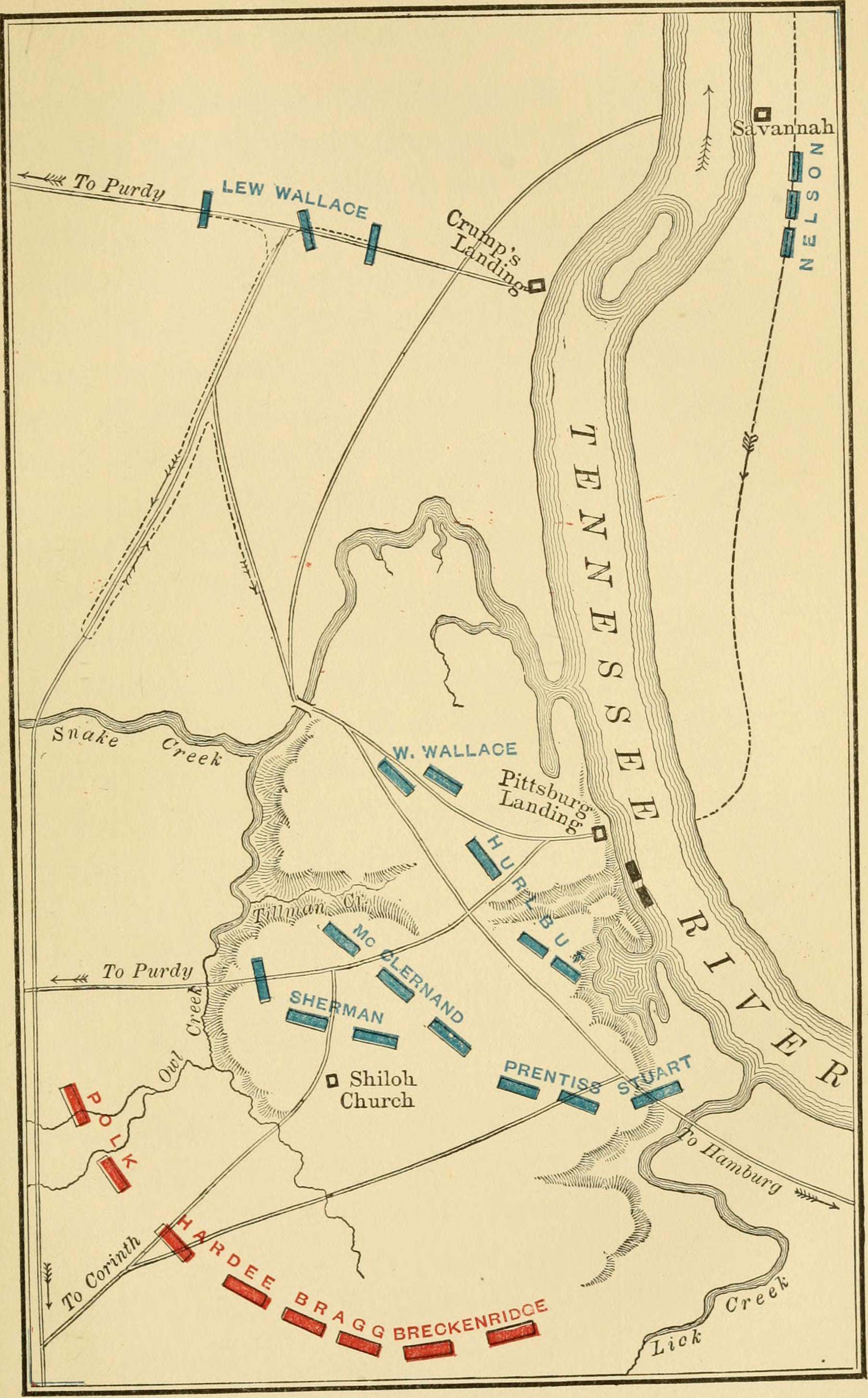
Disposizione delle forze in campo.